# Sławomir Cienciała
Sławomir Cienciała (ur. 19 marca 1983 w Cieszynie) – polski piłkarz występujący na pozycji obrońcy.

## Kariera
Karierę piłkarską Cienciała rozpoczął pod koniec lat 90. XX wieku w zespołach juniorskich Beskidu Skoczów. Następnie występował w I drużynie tego klubu w rozgrywkach regionalnych.
W 2004 roku przeniósł się do Podbeskidzia Bielsko-Biała, grającego wówczas na drugim poziomie ligowym, gdzie pierwszy raz wystąpił przeciwko Tłokom Gorzyce. W sezonie 2005/06 przebywał na wypożyczeniu w macierzystej drużynie (IV liga). Po powrocie do klubu z Bielska-Białej, przez kolejnych 5 lat był podstawowym zawodnikiem na pozycji prawego obrońcy, ponadto w latach 2009–2011 był kapitanem zespołu. W sezonie 2010/11 Cienciała wywalczył z Podbeskidziem awans do Ekstraklasy. 1 sierpnia 2011 roku zadebiutował w barwach „Górali” w najwyższej klasie rozgrywkowej w Polsce.
Umowa Cienciały z Podbeskidziem wygasała w grudniu 2012 roku i nie została przedłużona, a piłkarz przeszedł do bułgarskiego Etyru Wielkie Tyrnowo. Od września 2013 roku był zawodnikiem Odry Opole w barwach której rozegrał 10 spotkań. 30 stycznia 2014 roku podpisał kontrakt z Arką Gdynia.